# Mezioud Ouldamer
Mezioud Ouldamer fue un ensayista francés de origen argelino nacido en 1951 en Ait Saada (Argelia) y fallecido el 12 de julio de 2017 en Saint-Jean-de-Luz (Francia). Ha publicado varios libros de crítica social cercanos a las ideas situacionistas.

## Le Cauchemar immigré

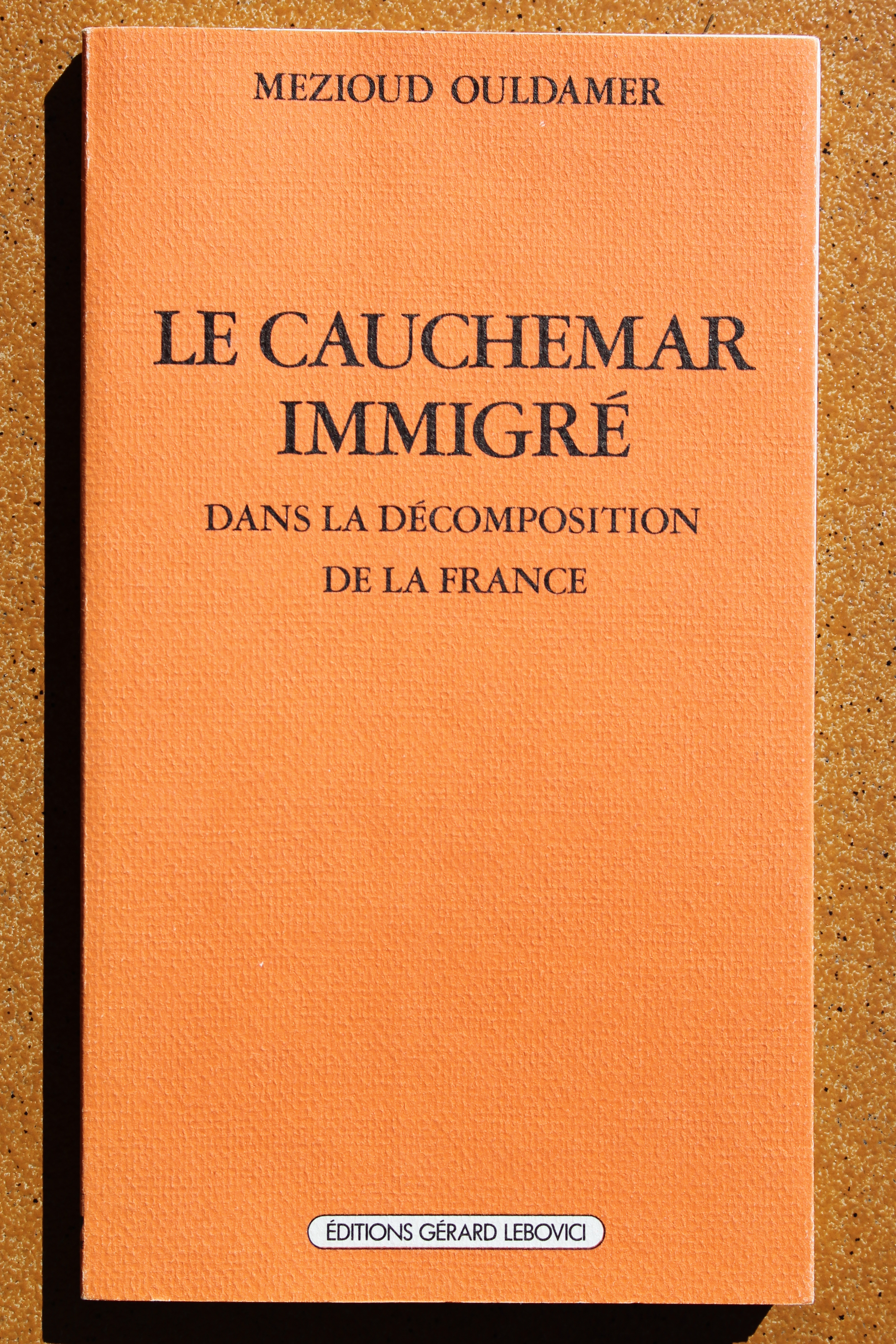
Le Cauchemar immigré

Le Cauchemar immigré dans la décomposition de la France (en español, "La pesadilla inmigrante en la descomposición de Francia") es un ensayo publicado en 1986 por Éditions Gérard Lebovici. El 30 de agosto de 1986, Guy Debord manda la siguiente carta a Mezioud Ouldamer:
« Querido Mezioud, he leído el manuscrito del Cauchemar immigré con gran admiración. Todo es verdad; y está bien dicho. Sobre este tema, tan central en la descomposición de Francia, es exactamente la escandalosa verdad que había que escribir.»
Unos cuantos meses antes, el 22 de noviembre de 1985, Guy Debord había mandado varias páginas con recomendaciones y apuntes a Mezioud Ouldamer sobre el tema de la inmigración en Francia.

## La Cruauté maintenant
En su último ensayo publicado en 2007, La Cruauté maintenant (en español, "La Crueldad ahora") Mezioud Ouldamer describe el genocidio al cual se prepara el Capital para solucionar de forma definitiva la cuestión de la humanidad pobre excendentaria:
« Más que todos los mercenarios sanguinarios a sus órdenes, el Capital es él mismo el instrumento de purificación por excelencia.»

### Correspondencia
Las cartas de Guy Debord a Mezioud Ouldamer figuran en los tomos 5, 6 y 7 de la Correspondance de Guy Debord publicada por la editorial Fayard.